# Spiriti burloni
Spiriti burloni (Das Testament des Cornelius Gulden) è un film del 1932 diretto da E.W. Emo.

## Produzione
Il film fu prodotto dalla Itala-Film.

## Distribuzione
Distribuito dalla Messtro-Film Verleih GmbH, uscì nelle sale cinematografiche tedesche il 3 novembre 1932. La Huschak & Company lo distribuì sul mercato austriaco con il titolo Nur du bist schuld.